# 퀴나크린
퀴나크린(Quinacrine) 또는 메파크린(Mepacrine)은 여러 약에 사용되는 화학제이다.

## 같이 보기
- 클로로퀸
- 메플로퀸